# Tursi
Tursi község (comune) Olaszország Basilicata régiójában Matera megyében.

## Fekvése
Az Agri és Sinni folyók közötti vízválasztón fekszik. 

## Története
A ma a községhez tartozó Anglonát az enotrik alapították az i.e. 10. század környékén. A görög érkezésével Dél-Itáliába Pandosia néven Magna Graecia egyik virágzó települése lett. A várost i.e. 81-ben, a római polgárháborúk idején Lucius Cornelius Sulla csapatai teljesen elpusztították. Az ókori romok helyén épült ki a 7-8. században Anglona. A települést a 9. században az arabok foglalták el, majd a bizánciaké lett. A normannok érkezésével Itáliába a Szicíliai Királyság része lett. Tursit a bizánci visszahódítás után alapították anglonai lakosok egy nagyobb biztonságot nyújtó domb tetején. Noha Anglona 1221-től püspöki székhely volt, mégis hamar elnéptelenedett és Tursival együtt a montescagliosói grófok birtoka lett. 1806-ig maradt hűbérbirtokt. Ekkor számolták fel a feudalizmust a Nápolyi Királyságban és vált önálló községgé. 

## Népessége
A népesség számának alakulása:

## Főbb látnivalói
- Az anglonai szentély (Santa Maria Regina di Anglona) Tursi városának legfőbb látnivalója és egyben nemzeti emlékmű is. A 11-12. században épült egy létező kis templom helyén. A latin  kereszt alaprajzú templom tufából és travertínóból épült fel román stílusban. Belsőjét 14. századi ótestamentumi jeleneteket ábrázoló freskók díszítik.
- Rabatana – a községhez tartozó kis erődítmény, amelyet az osztrogótok építettek az 5. században,
- Santa Maria Maggiore-templom – a 10-11. században építették, majd a 15. században barokkosították.